# Cláudio Marzo
Cláudio Marzo (São Paulo, 26 de setembro de 1940 – Rio de Janeiro, 22 de março de 2015) foi um ator brasileiro.

## Biografia
Descendente de italianos, Cláudio Marzo nasceu em uma família de operários paulistanos. Pai da atriz Alexandra Marzo, nascida em 26 de setembro de 1968 (mesmo dia em que o ator completou 28 anos), fruto do seu casamento com a atriz Betty Faria, Cláudio também foi casado com a atriz Denise Dumont, com quem teve Diogo, e com a atriz Xuxa Lopes, com quem teve Bento. Foi também casado com a atriz Miriam Mehler.
Na TV se destacou em telenovelas como Irmãos Coragem, Minha Doce Namorada, Carinhoso, Senhora, Brilhante, Plumas & Paetês, Pão Pão, Beijo Beijo, Cambalacho, Bambolê, Fera Ferida, A Indomada, Era Uma Vez..., Andando nas Nuvens, Coração de Estudante e Mulheres Apaixonadas, além das minisséries Quem Ama Não Mata e Amazônia, de Galvez a Chico Mendes, todas esses trabalhos na Rede Globo. Também participou da novela Pantanal, na extinta Rede Manchete, no papel do fazendeiro José Leôncio. Além de Leôncio, Cláudio também interpretou o Velho do Rio (pai do fazendeiro). Em 1962, na extinta TV Tupi, protagonizou o compositor Frédéric Chopin, contracenando com Laura Cardoso, que interpretou Amandine Dupin, amante de Chopin.

### Morte
O ator morreu no dia 22 de março de 2015, aos 74 anos, vítima de complicações pulmonares, após internação no CTI desde o dia 4 de março do mesmo ano. O corpo do ator foi cremado no Memorial do Carmo, no Rio de Janeiro.

## Carreira

### Televisão
| Ano     | Telenovela                               | Personagem                                      | Notas                                          |
| ------- | ---------------------------------------- | ----------------------------------------------- | ---------------------------------------------- |
| 1960    | TV de Vanguarda                          | —                                               | Episódio: "Festival Brasileiro"                |
| 1960    | TV de Vanguarda                          | —                                               | Episódio: "Os Três Desconhecidos"              |
| 1962    | Prelúdio, A Vida de Chopin               | Chopin                                          |                                                |
| 1962    | Cleópatra                                | Otávio                                          |                                                |
| 1962    | A Noite Eterna                           | Odilon                                          |                                                |
| 1963    | Moulin Rouge, a Vida de Toulouse-Lautrec | —                                               |                                                |
| 1963    | TV de Vanguarda                          | Gerald                                          | Episódio: "O Caso de Eva Smith"                |
| 1964    | Marcados pelo Amor                       | Roberto                                         |                                                |
| 1965    | A Moreninha                              | Augusto                                         |                                                |
| 1965    | Um Rosto de Mulher                       | Gustavo                                         |                                                |
| 1966    | Eu Compro Esta Mulher                    | Ricardo                                         |                                                |
| 1966    | O Sheik de Agadir                        | Marcel                                          |                                                |
| 1967    | A Rainha Louca                           | Robledo                                         |                                                |
| 1968    | A Grande Mentira                         | Roberto                                         |                                                |
| 1968    | Sangue e Areia                           | Miguel                                          |                                                |
| 1969    | A Última Valsa                           | Carlos Augusto                                  |                                                |
| 1969    | Véu de Noiva                             | Marcelo Montserrat                              |                                                |
| 1970    | Irmãos Coragem                           | Duda Coragem                                    |                                                |
| 1971    | Minha Doce Namorada                      | Renato                                          |                                                |
| 1971-72 | Clipe de Fim de Ano (Um Novo Tempo)      | Ele Mesmo                                       |                                                |
| 1972    | O Bofe                                   | Demitrius                                       |                                                |
| 1973    | Carinhoso                                | Humberto                                        |                                                |
| 1973-74 | Clipe de Fim de Ano (Um Novo Tempo)      | Ele Mesmo                                       |                                                |
| 1974    | O Espigão                                | Léo Simões                                      |                                                |
| 1975    | Senhora                                  | Fernando Seixas                                 |                                                |
| 1976    | Saramandaia                              | Conde August Strauss                            |                                                |
| 1977    | Despedida de Casado                      | Dr. Laio                                        | Novela Não Exibida                             |
| 1978    | Roda de Fogo                             | Jacques                                         |                                                |
| 1979    | Plantão de Polícia                       | —                                               | Episódio: "O Crime do Castiçal"                |
| 1980    | Olhai os Lírios do Campo                 | Eugênio Fontes                                  |                                                |
| 1980    | Plumas & Paetês                          | Edgar                                           |                                                |
| 1981    | Brilhante                                | Carlos Amorim                                   |                                                |
| 1982    | Quem Ama não Mata                        | Jorge                                           |                                                |
| 1983    | Pão Pão, Beijo Beijo                     | Ciro                                            |                                                |
| 1984    | Partido Alto                             | Maurício                                        |                                                |
| 1985    | Tenda dos Milagres                       | Jerônimo                                        |                                                |
| 1986    | Cambalacho                               | Rogério Guerreiro                               |                                                |
| 1987    | Bambolê                                  | Álvaro Galhardo                                 |                                                |
| 1989    | Kananga do Japão                         | Noronha                                         |                                                |
| 1990    | Pantanal                                 | José Leôncio e Velho do Rio (Joventino Leôncio) |                                                |
| 1991    | O Fantasma da Ópera                      | Rodrigo Alfredo do Vale                         |                                                |
| 1993    | Fera Ferida                              | Orestes Fronteira                               |                                                |
| 1993    | Você Decide                              | —                                               | Episódio: "O Homem Errado"                     |
| 1993    | Você Decide                              | —                                               | Episódio: " "O Professor"                      |
| 1995    | Irmãos Coragem                           | Pedro Barros                                    |                                                |
| 1996    | Vira Lata                                | Lupércio Botelho Wanderpetrokovtz               |                                                |
| 1997    | A Indomada                               | Pedro Afonso de Mendonça e Albuquerque          |                                                |
| 1998    | Era uma Vez...                           | Xistus Kleiner                                  |                                                |
| 1998    | Você Decide                              | —                                               | Episódio: "Aconteceu no Natal"                 |
| 1999    | Andando nas Nuvens                       | Antônio San Marino                              |                                                |
| 2000    | Aquarela do Brasil                       | Rodolfo                                         |                                                |
| 2002    | Coração de Estudante                     | João Alfredo Mourão                             |                                                |
| 2003    | Mulheres Apaixonadas                     | Rafael Nogueira                                 |                                                |
| 2005    | A Lua Me Disse                           | Ivan Lago                                       |                                                |
| 2007    | Amazônia, de Galvez a Chico Mendes       | Ramalho Jr.                                     |                                                |
| 2007    | Desejo Proibido                          | Lázaro Simões                                   |                                                |
| 2008    | Guerra e Paz                             | Capitão Guerra                                  | Episódio: "Mães e Pais"                        |
| 2022    | Pantanal                                 | Peão fantasma                                   | Episódio: "13 de agosto"; Participação póstuma |

### Cinema
| Ano  | Título                                          | Personagem                  | Notas              |
| ---- | ----------------------------------------------- | --------------------------- | ------------------ |
| 1967 | O Mundo Alegre de Helô                          | Freddy                      |                    |
| 1968 | Copacabana Me Engana                            | Hugo                        |                    |
| 1968 | O Engano                                        | Médico                      |                    |
| 1968 | O Homem que Comprou o Mundo                     | Agente da Potência Anterior |                    |
| 1968 | Os Viciados                                     | Renato                      | Episódio: "A Fuga" |
| 1969 | Máscara da Traição                              | César                       |                    |
| 1970 | Em Busca do Susexo                              | Borges                      |                    |
| 1971 | O Capitão Bandeira contra o Doutor Moura Brazil | Capitão Bandeira            |                    |
| 1975 | Os Condenados                                   | João do Carmo               |                    |
| 1976 | O Flagrante                                     | Leopoldo                    |                    |
| 1978 | A Dama do Lotação                               | Psicanalista de Solange     |                    |
| 1978 | A Lira do Delírio                               | Cláudio                     |                    |
| 1978 | Pequenas Taras                                  | Diogo                       |                    |
| 1978 | Se Segura, Malandro!                            | Zatopek do Crime            |                    |
| 1981 | Memórias do Medo                                | Carlos Santana              |                    |
| 1982 | O Segredo da Múmia                              | —                           |                    |
| 1982 | O Último Vôo do Condor                          | Murilo                      |                    |
| 1982 | Pra frente, Brasil                              | Sarmento                    |                    |
| 1983 | Profissão Mulher                                | Telmo                       |                    |
| 1983 | Parahyba Mulher Macho                           | João Dantas                 |                    |
| 1984 | Nunca Fomos tão Felizes                         | Beto                        |                    |
| 1985 | Avaeté - Semente da Vingança                    | Deputado Marcelo Palmeira   |                    |
| 1985 | Chico Rei                                       | Filipe dos Santos           |                    |
| 1986 | Fonte da Saudade                                | Mauro                       |                    |
| 1986 | Fulaninha                                       | Bruno                       |                    |
| 1990 | Mais que a Terra                                | Tomás                       |                    |
| 1992 | Perfume de Gardênia                             | Delegado                    |                    |
| 1996 | Adágio ao Sol                                   | Júlio                       |                    |
| 1997 | O Homem Nu                                      | Sílvio Proença              |                    |
| 2000 | Os Três Zuretas                                 | Vô Quim                     |                    |
| 2001 | O Xangô de Baker Street                         | Pedro 2º                    |                    |
| 2001 | Um Crime Nobre                                  | Deputado Andrade            |                    |
| 2002 | A Selva                                         | Juca Tristão                |                    |
| 2007 | Meteoro                                         | Velho Meirelles             |                    |
| 2008 | A Casa da Mãe Joana                             | Leopoldo                    |                    |

## Prêmios e indicações
| Ano  | Prêmio              | Categoria   | Trabalho   | Resultado | Ref |
| ---- | ------------------- | ----------- | ---------- | --------- | --- |
| 1991 | Troféu APCA         | Melhor Ator | Pantanal   | Venceu    |     |
| 1991 | Troféu Imprensa     | Melhor Ator | Pantanal   | Venceu    |     |
| 1997 | Festival de Gramado | Melhor Ator | O Homem Nu | Venceu    |     |